# Bathysquillidae
Bathysquillidae is een familie van kreeftachtigen uit de klasse van de Malacostraca (Hogere kreeftachtigen).

## Geslachten
- Altosquilla Bruce, 1985
- Bathysquilla Manning, 1963